# Хейли, Салли
Салли Хейли (англ. Sally Haley, 29 июня 1908, Бриджпорт, Коннектикут — 1 сентября 2007, Портленд) — американская художница. Её карьера охватывала большую часть XX века, и ей приписывают помощь в развитии зарождающейся художественной сцены в Портленде, штат Орегон, в середине столетия. Большая часть её работ выполнена в технике яичной темперы, которая оставляет ровную, не требующую кисти поверхность. Она отдавала предпочтение бытовым темам и внутренним пространствам с намёками на внутреннее или внешнее пространство, лежащее за их пределами.
Салли Хейли была уроженкой Бриджпорта, штат Коннектикут. Она училась в Йельском университете. В 1947 году она переехала в Портленд со своим мужем, Мишелем Руссо, который также был художником. Хейли и Руссо были пылкой и страстной парой в рамках яркой субкультуры художников в Портленде середины XX века. Эта группа помогла создать небольшую, но динамичную арт-сцену. Подобно Хейли и Руссо, эти художники, включая Карла и Хильду Моррис, Луиса Банса и Уильяма Гивлера, приехали с Восточного побережья или часто путешествовали по нему, оставив яркий след в интеллектуальном климате, казалось бы, провинциальной художественной сцены, географически отрезанной от основных центров мирового искусства. Руссо умер в 2004 году.
Хейли и её муж входили в группу художников, которые помогли создать небольшую арт-сцену в Портленде, теперь являющуюся частью городского пейзажа. Сама Хейли была широко известна и высоко оценена художественными критиками за свои портреты и натюрморты. За свою долгую карьеру она провела множество персональных и групповых выставок. Она дважды была удостоена ретроспектив, одна в Портлендском художественном музее в 1975 году, где её работы находятся в её коллекции, и другая в Мэрилхерстском колледже в 1993 году. В 1989 году Хейли получила престижную премию губернатора Орегона в области искусств. Её работы также находятся во многих государственных и частных коллекциях, в том числе в Художественном музее Такомы, Вашингтон; Музее искусств Хэлли Форд в Университете Уилламетт, Сейлем, штат Орегон; Американской телефонной и телеграфной компании Нью-Йорка, Федеральном резервном банке Сан-Франциско, Калифорния; Фонде Кайзера и Портлендском гражданском аудиториуме в Орегоне.
Хейли была одним из художников-монументалистов, участвовавших в росписи почтовых отделений в рамках Федерального художественного проекта. В 1938 году она завершила двенадцатифутовую фреску «Почта — связующее звено» в Макконнелсвилле, штат Огайо. Хотя это её самая большая работа, изображение природы не было её любимой темой. Она отдавала предпочтение бытовым темам и внутренним пространствам с намёками на внутреннее или внешнее пространство, находящееся за его пределами.
Салли Хейли умерла в доме престарелых в Портленде, штат Орегон, 1 сентября 2007 года в возрасте 99 лет.